# Kaunas
Kaunas är med 315 993 invånare (2011) Litauens näst största och Baltikums fjärde största stad.
Kaunas är beläget i södra Litauen vid sammanflödet av landets två största floder Njemen (litauiska: Nemunas) och Neris. Staden har kommunikationsmässigt ett utmärkt läge i skärningspunkten mellan motorvägen A1 från Klaipėda till Vilnius och Via Baltica (E67) från Warszawa till Riga och Tallinn. Avståndet till Vilnius är cirka 90 kilometer. Kaunas internationella flygplats strax nordost om staden är under snabb utbyggnad. Njemen har betydande flodsjöfart.
År 2023 utsågs den modernistiska akitekturen i Kaunas till världsarv av Unesco.

## Historia

Kaunas benämns "Cavm" på Carta Marina från 1539

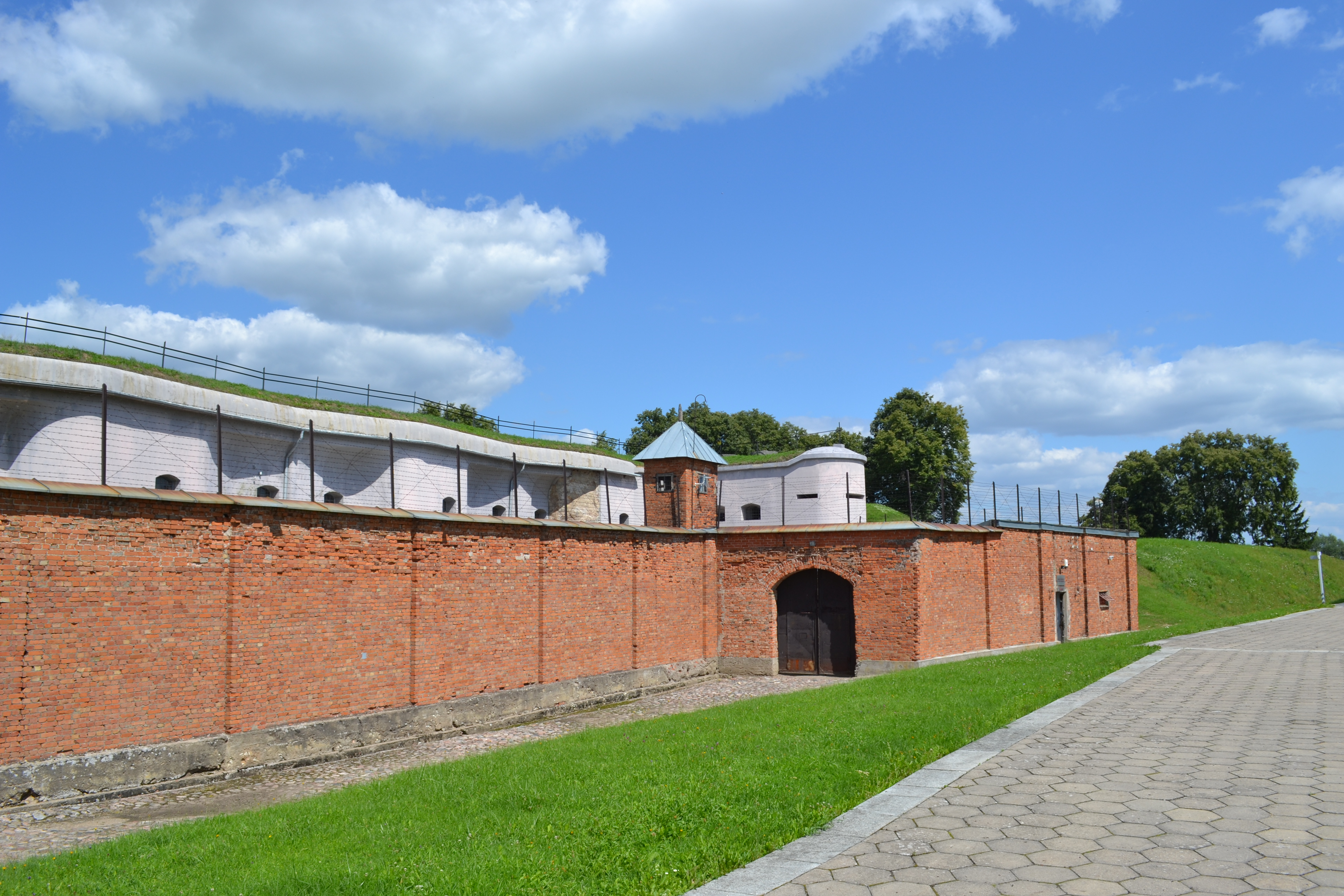
Dödens väg vid koncentrationslägret Devintas Fortas i Kaunas hösten 2011.

Staden nämns först i skrivna källor 1361 i samband med striderna med Tyska ordens trupper, men tros ha en betydligt längre historia. Stadsmuren, av vilken delar fortfarande återstår, byggdes till skydd mot de tyska ordensriddarna, kanske redan under 1200-talet. Även av borgen, som under senare delen av 1300-talet återuppbyggdes efter striderna med ordenstrupperna, återstår en ruin. På 1400-talet hade hansan ett så kallat faktori (handelsstation) i staden. Litauen ingick vid denna tid i en union med Polen.
Under Stora nordiska kriget tågade den svenska hären i januari 1702 från Virga i Kurland till trakterna kring Kaunas där de stannade under vintern. Det svenska högkvarteret förlades till Biliūnai norr om staden. Den 29 mars 1702 bröt den svenska armén upp mot Warszawa.
I och med den polsk-litauiska unionsstatens tredje delning 1795 kom Kaunas att tillhöra Ryssland och förblev under ryskt välde till första världskriget. Under den ryska tiden skedde viss industrialisering och modernisering, bland annat genom järnvägens dragning hit 1862. Vid slutet av den ryska tiden tillkom en ring av fort runt staden, som låg nära gränsen till det tyska Ostpreussen, men detta hindrade inte tyskarna från att relativt enkelt inta staden i augusti 1915.
Första världskriget och den ryska revolutionen möjliggjorde för Litauen att återigen förklara sig självständigt den 16 februari 1918. Landet var dock fortfarande under tysk ockupation. När tyskarna drog sig undan kämpade litauerna med polska trupper och Röda armén om den gamla litauiska huvudstaden Vilnius, en strid som polackerna slutligen vann. Litauen fick därför göra Kaunas till huvudstad 1920, vilket den förblev under mellankrigstiden. Tiden som huvudstad innebar en betydande uppblomstring, många praktfulla byggnader och ett nygrundat universitet.
Den sovjetiska ockupationen, inledd år 1940, associeras av litauerna med lidande och förtryck. Den gamla huvudstaden Kaunas drabbades särskilt hårt. I juni 1941 gick flera godståg till Sibirien med stora delar av den politiska och intellektuella eliten, affärsidkare och bönder som motsatte sig tvångskollektiviseringen. Många skulle komma att gå under på grund av de fruktansvärda förhållandena i Sibirien.

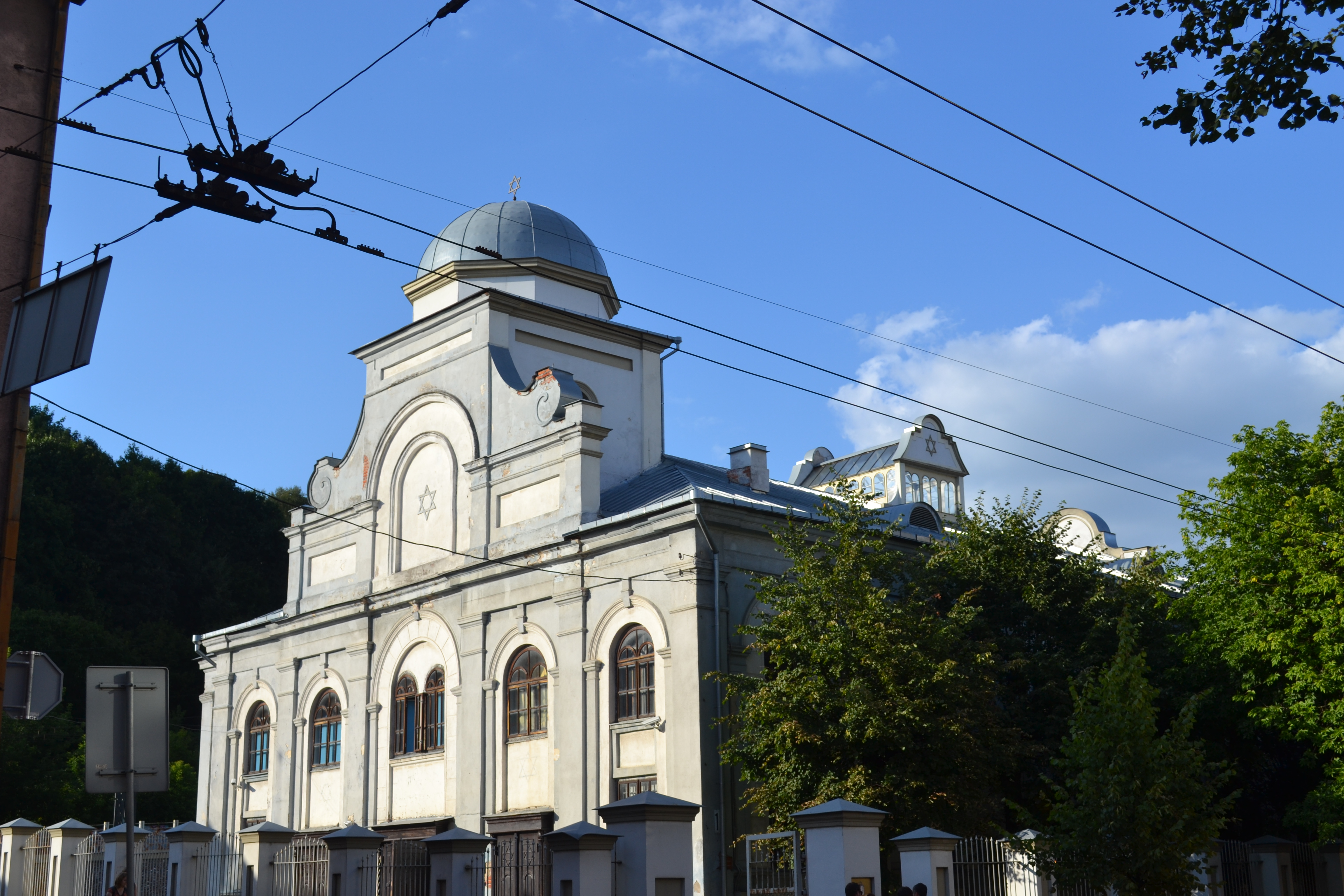
Synagogan i Kaunas hösten 2011.

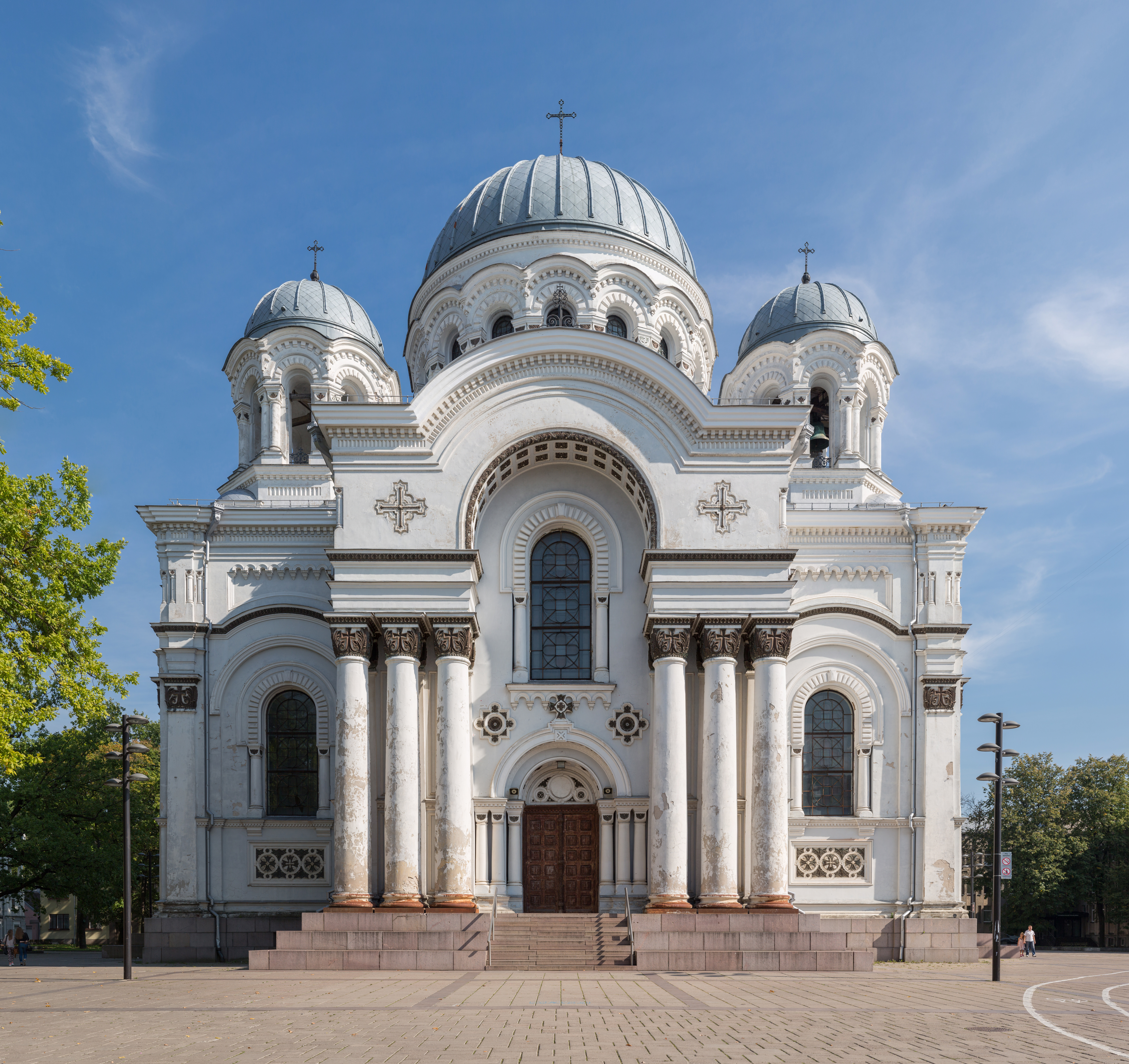
Den helige ärkeängeln Mikaels kyrka från 1800-talet i Kaunas, september 2014.

Operation Barbarossa den 22 juni 1941 innebar att Tyskland gick till anfall mot sin gamla bundsförvant Sovjetunionen. Kaunas ockuperades efter endast två dagar. I spåren av den tyska ockupationen inleddes förföljelsen av den judiska befolkningen; förintelsen av Europas judar kan sägas ha inletts här. Den tyska Einsatzgruppe A, assisterad av litauisk milis, mördade eller deporterade den judiska befolkningen. Den 27 juni 1941 förövades Lietukis-massakern i östra Kaunas. Redan vid mitten av september rapporterade den tyske gruppchefen Karl Jäger om 76 355 dödade, varav de flesta var judar, i Litauen. Ett getto hade i juli inrättats i stadsdelen Vilijampolė på högra stranden av Neris. De gamla ryska forten gjordes om till koncentrations- och förintelseläger, där exekutionspatruller var i ständig verksamhet. Ett museum och ett minnesmärke finns idag vid Devintas Fortas (Kauno IX fortas) vid stadens västra utfart. 
Före tyskarnas ankomst fanns cirka 40 000 judar i Kaunas. Idag återstår endast spillror av stadens en gång betydande judiska befolkning.  De judar som hade deporterats till Sibirien tillhörde paradoxalt nog dem som hade störst chans att överleva kriget. Härtill kommer de hjältemodiga insatser som gjordes av den japanske konsuln Chiune Sugihara, som räddade många judar genom att mot sin regerings instruktioner ge dem transitvisa för färd via Sovjetunionen och Japan till USA. Hans hus i Kaunas är idag museum.
När Röda armén återtog Kaunas återupptogs 1940 års ockupationspolitik. Kaunas var dock en svårstyrd stad. En av de mer dramatiska händelserna var studenten Romas Kalantas dramatiska protest då han brände sig till döds 1972.
Under denna tid utvecklades staden till Litauens främsta industristad.

## Stadsbild

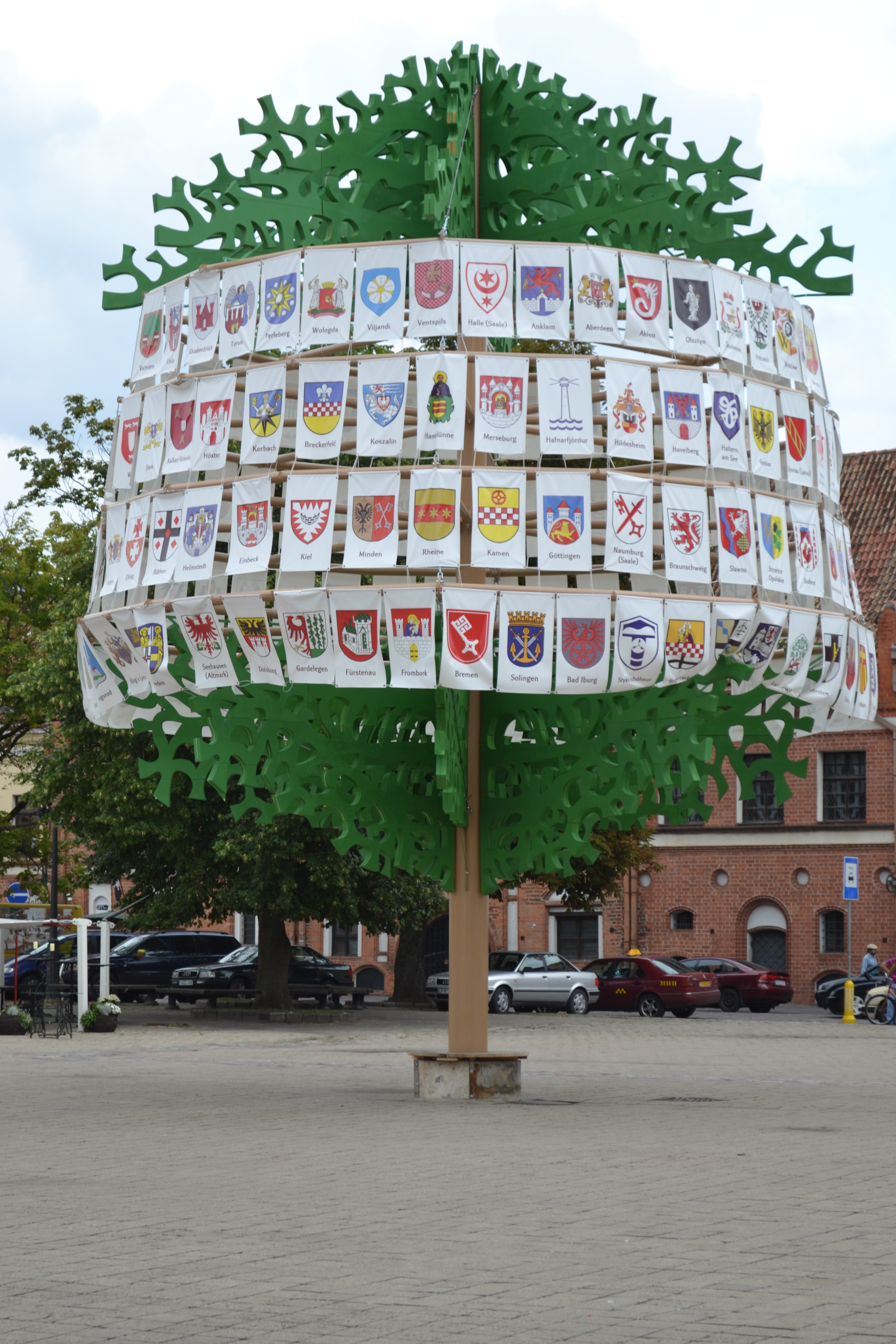
Vänortsmonument på stortorget.

Centrala Kaunas ligger i en dalgång som bildas av floderna Njemen och Neris. Staden är samtidigt tämligen kuperad med höga partier på vänstra Njemenstranden (stadsdelen Alexotas) och i stadens östra del.

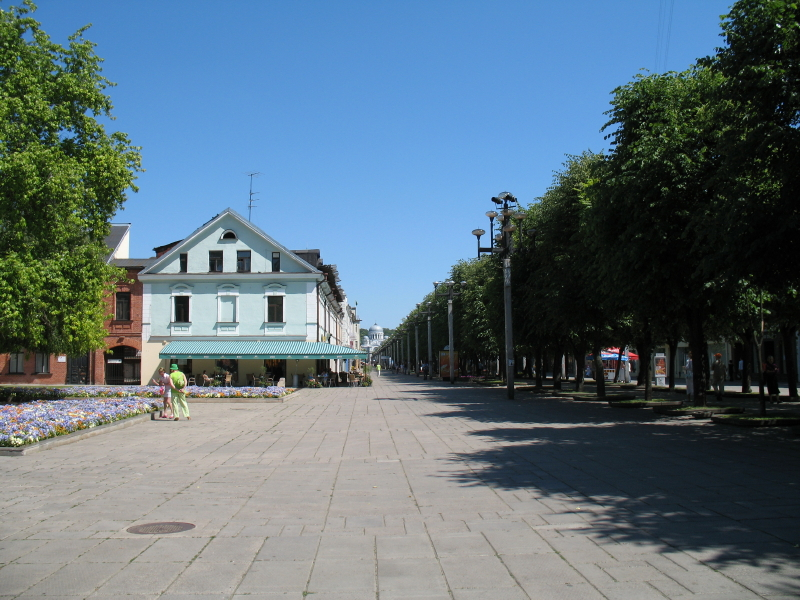
Laisvės alėja ("Frihetsavenyn").

Gamla staden domineras av det eleganta rådhustornet och av ärkekatedralen. Denna del av staden har en betydande medeltida bebyggelse. Den moderna stadsdelen runt paradgatan Laisvės alėja har många fina exempel på tjugo- och trettiotalsarkitektur, främst i art déco-stil. I stadens sydöstra del finns kasern- och industribebyggelse från den tsarryska tiden och i Vilijampolė – där det judiska gettot låg under den tyska ockupationen – finns låg träbebyggelse. Sovjetisk bostadsarkitektur kan ses mellan motorvägen A1 och Nerisdalen. Längs Taikos prospektas finns modern handels- och industribebyggelse, bland annat Kraft Foods Lithuanias hypermoderna industrikomplex.

## Näringsliv och ekonomi
Staden har ett diversifierat näringsliv, med bland annat möbel- och livsmedelsindustri, samt högteknologisk industri som utnyttjar den välutbildade arbetskraften från stadens gamla sovjetiska militärindustri.
Litauens största vattenkraftverk finns i Njemen strax sydost om Kaunas.

### Byggboom av kontorsbyggnader
En byggboom av kontorsbyggnader började under 2016 när 150 000 kvadratmeter kontorsbyggnader började byggas. Utvecklingen drivs i första hand av litauiska företag som flyttar delar av sin verksamhet till Kaunas och outsourcing från utlandet, bl.a. från Sverige. Det var fler kontorsbyggnader (mätt i kvadratmeter) som byggdes under 2016 och 2017 än under alla andra år sedan 1990. 

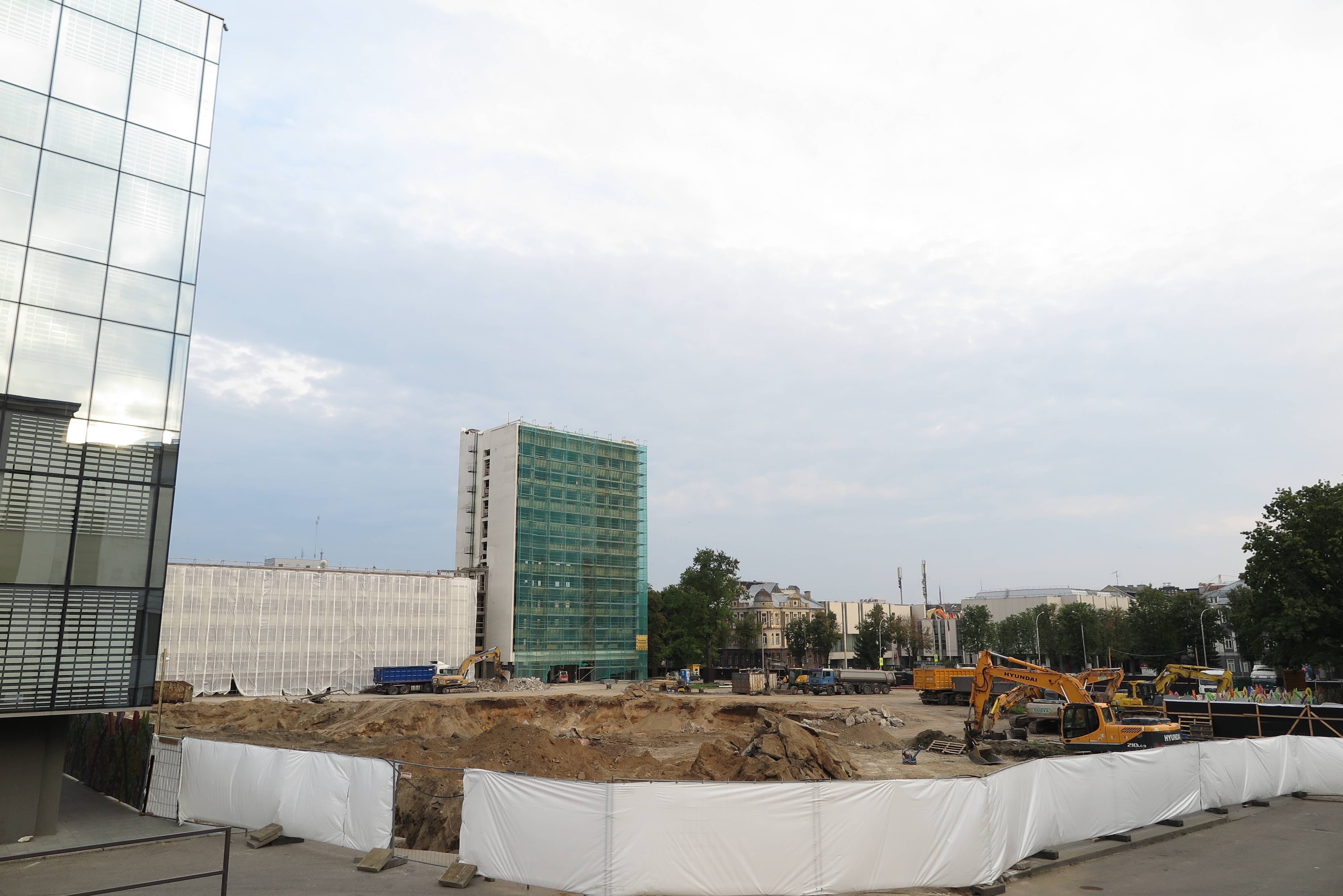
Kontorskomplexet "Pramprojektas".
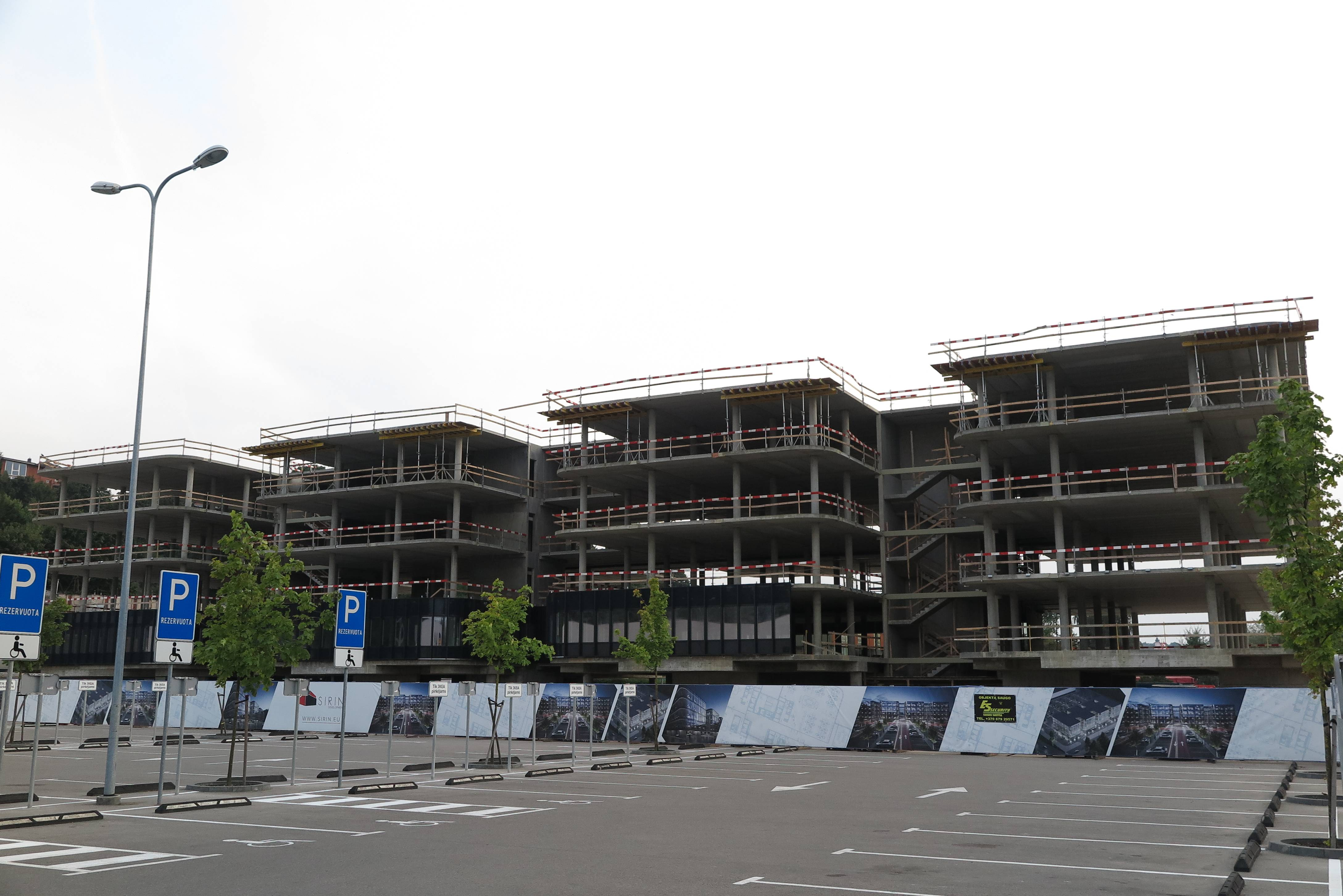
Kontorsbyggnaden "River Hall".
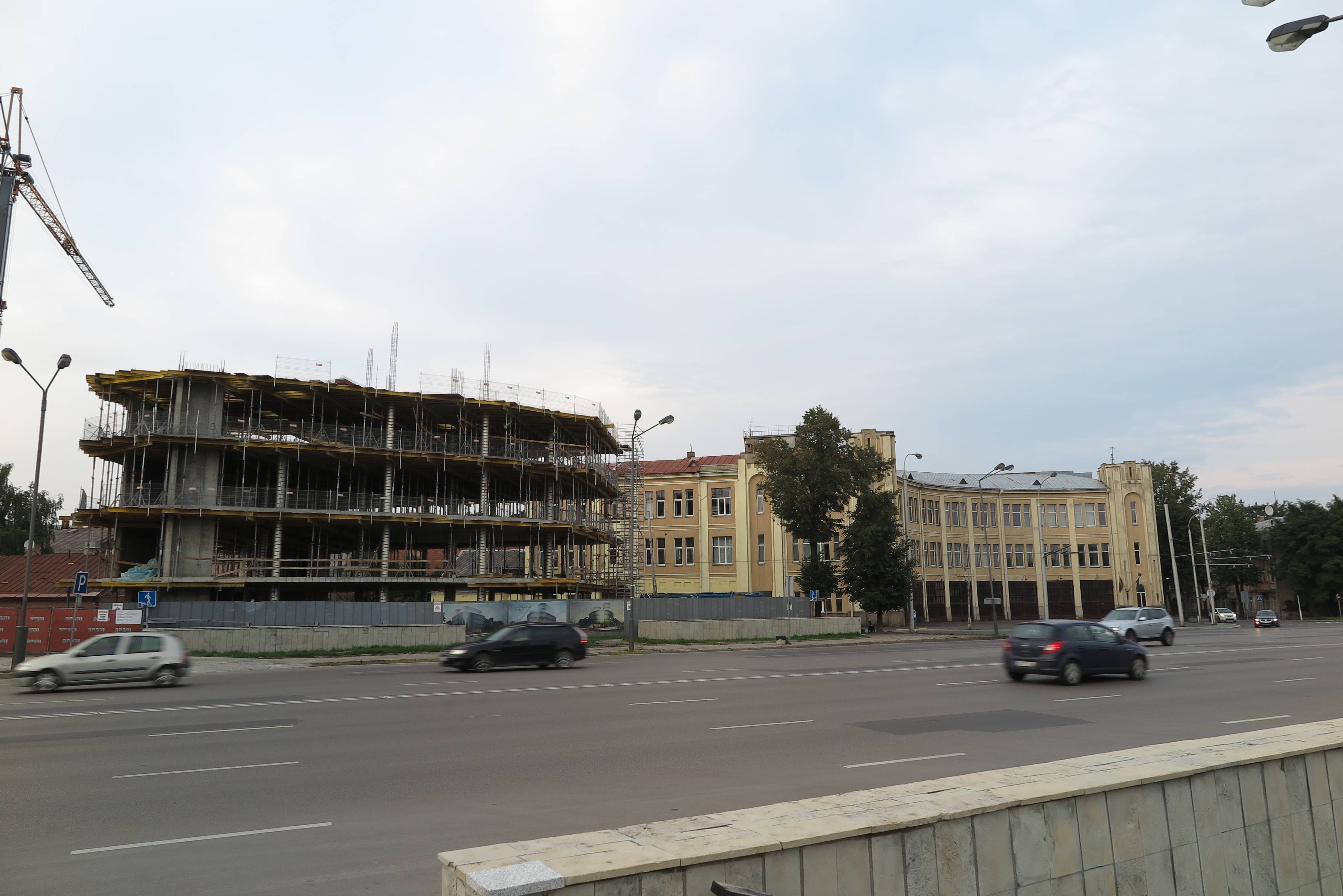
Kontorsbyggnaden "Nemuno 3".

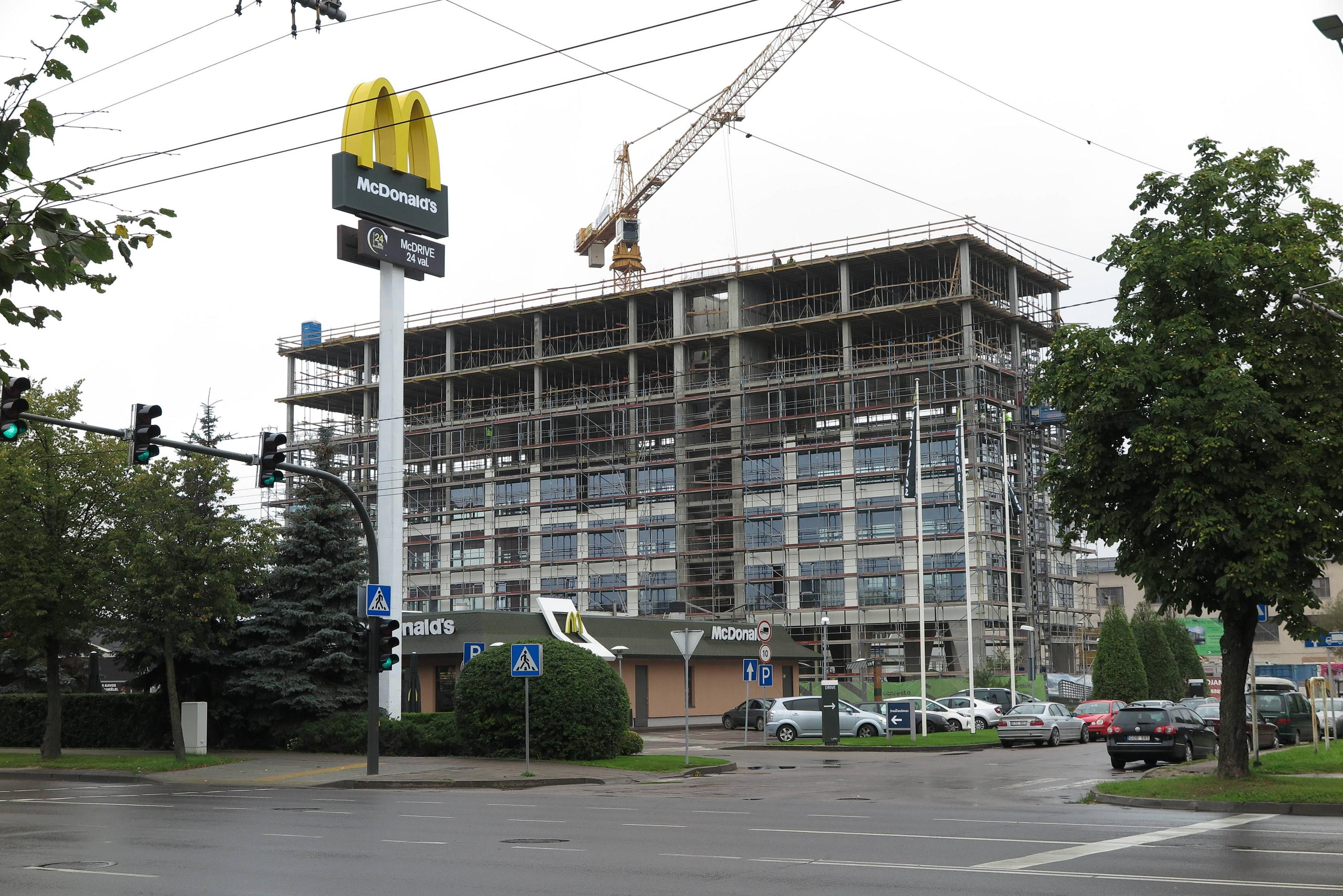
Kontorsbyggnaden "Mikrovisata 321".
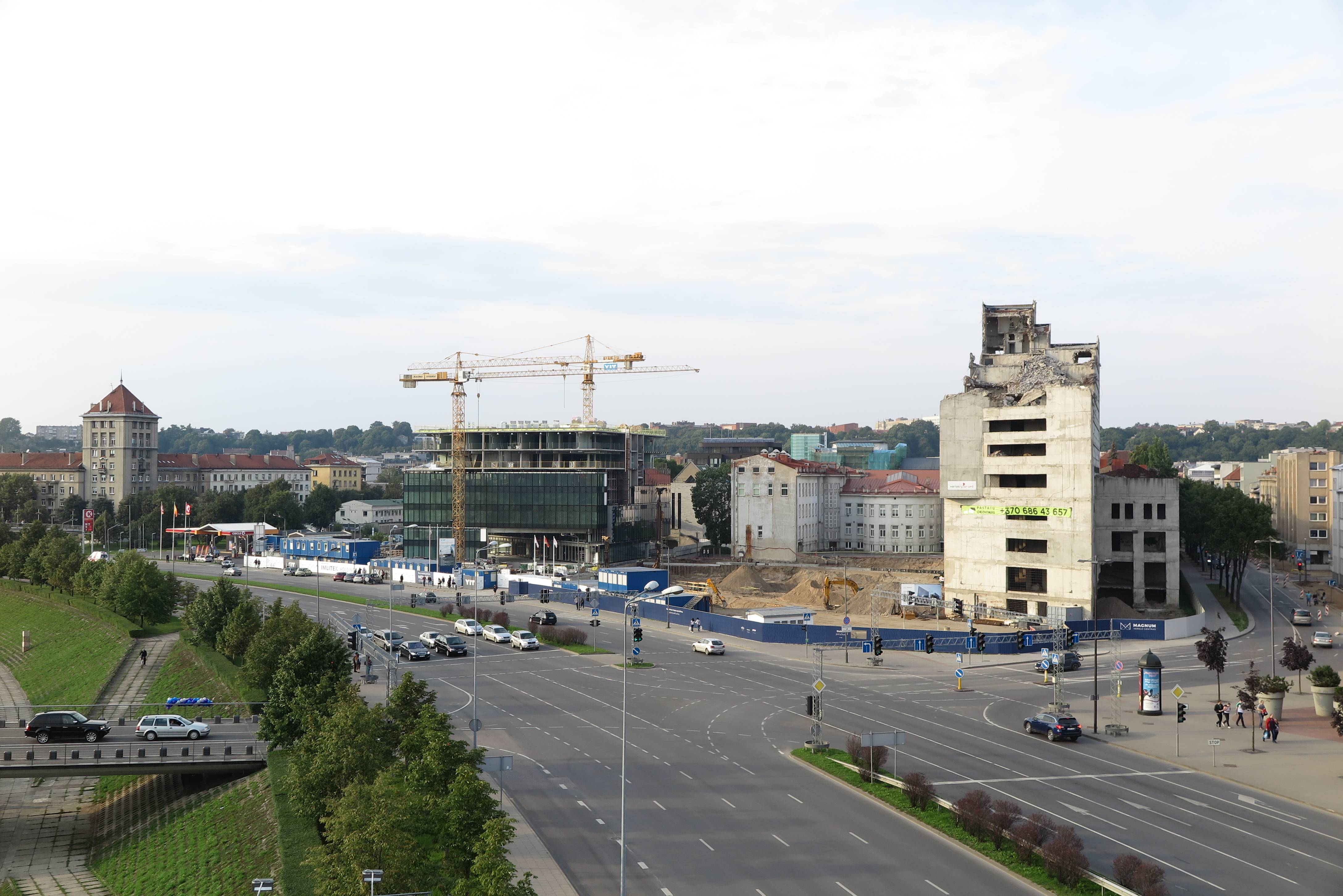
Rivning av betongmonolit för att göra plats för kontorsbyggnaden "Magnum" med 20 000 m² kontorsyta under uppförande.

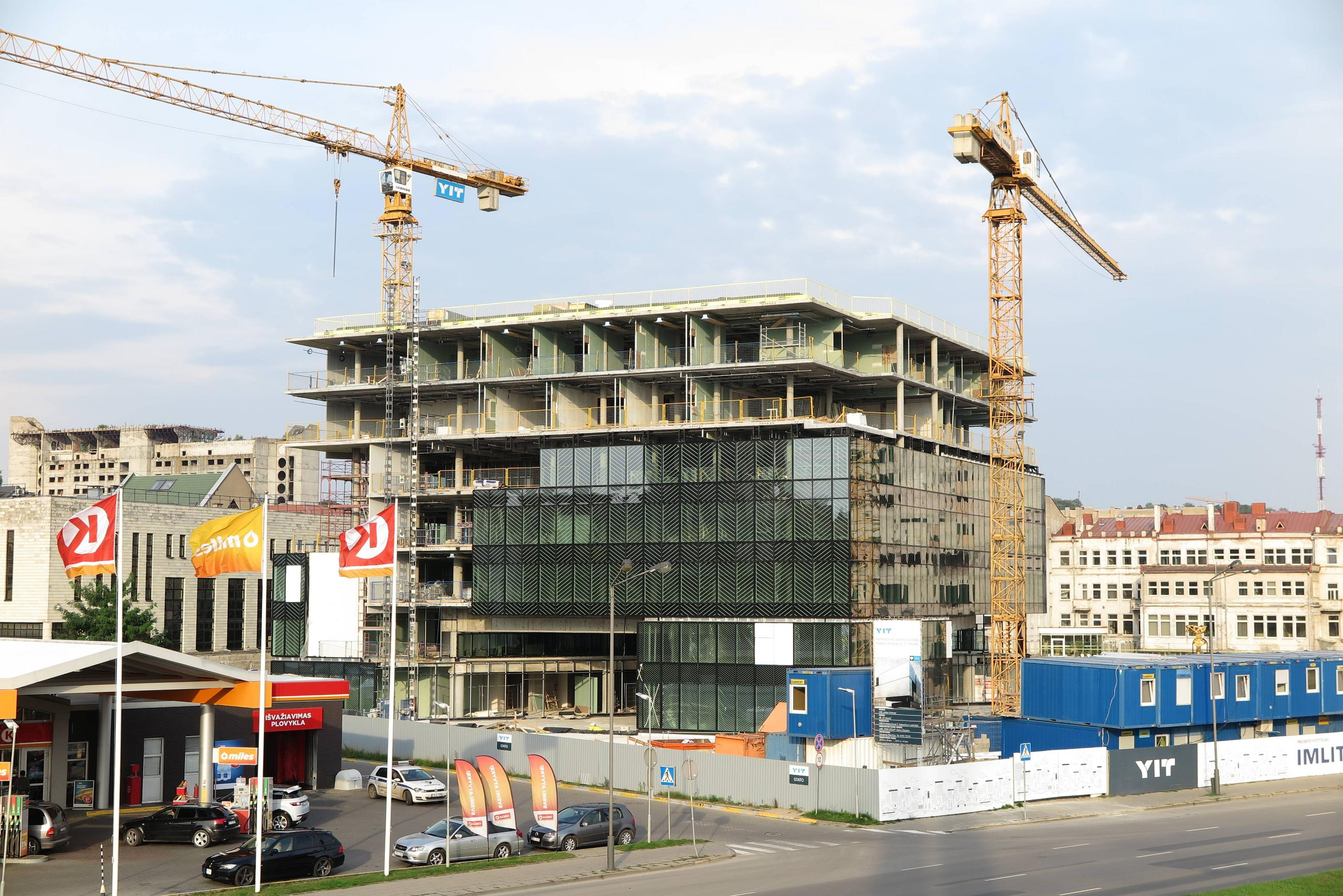
Kontorsbyggnaden "Arka".
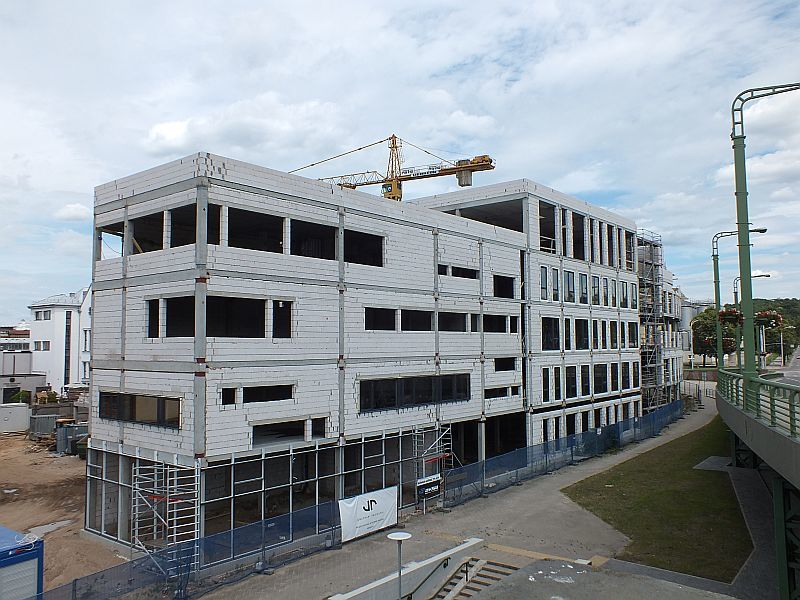
Del av "Karaliaus Mindaugo" kontorskomplex i Kaunas.

## Högre utbildning
Kaunas har ett välrenommerat teknologiskt universitet, Kaunas tekniska universitet (Kauno technologijos universitetas). Vidare grundades Vytautas Magnusuniversitetet (Vytauto Didžiojo universitetas) i Kaunas under mellankrigstiden av litauiska universitetslärare som lämnade Vilnius universitet då det blev polskt. På 1990-talet tillkom moderna lärosäten som svarade mot behovet av moderniserad utbildning, häribland ISM University of Management and Economics, grundat 1999 med stöd från norska Handelshøyskolen BI. Litauens universitet för hälsovetenskaper är även beläget i Kaunas.

## Sport
- FC Stumbras
- FK Kauno Žalgiris
- FC Hegelmann Litauen

## Transport
Kaunas internationella flygplats ligger 15 kilometer nordöst om staden, i Karmėlava. Flygplatsen, som är landets näst största flygplats, trafikeras dagligen av Ryanair.

## Sevärdheter
- Vytautas den stores militärmuseum i art déco-stil
- Litauens sportmuseum
- Pizza Jazz på Taikos prospektas med fascinerande interiör och namn efter stadens årliga jazzfestival

## Idrott
Kaunas är hemstad för Litauens mest framgångsrika basketklubb — BC Zalgiris.

## Vänorter
- Linköping, Sverige[5]
- Växjö, Sverige

## Bildgalleri

Synagogan
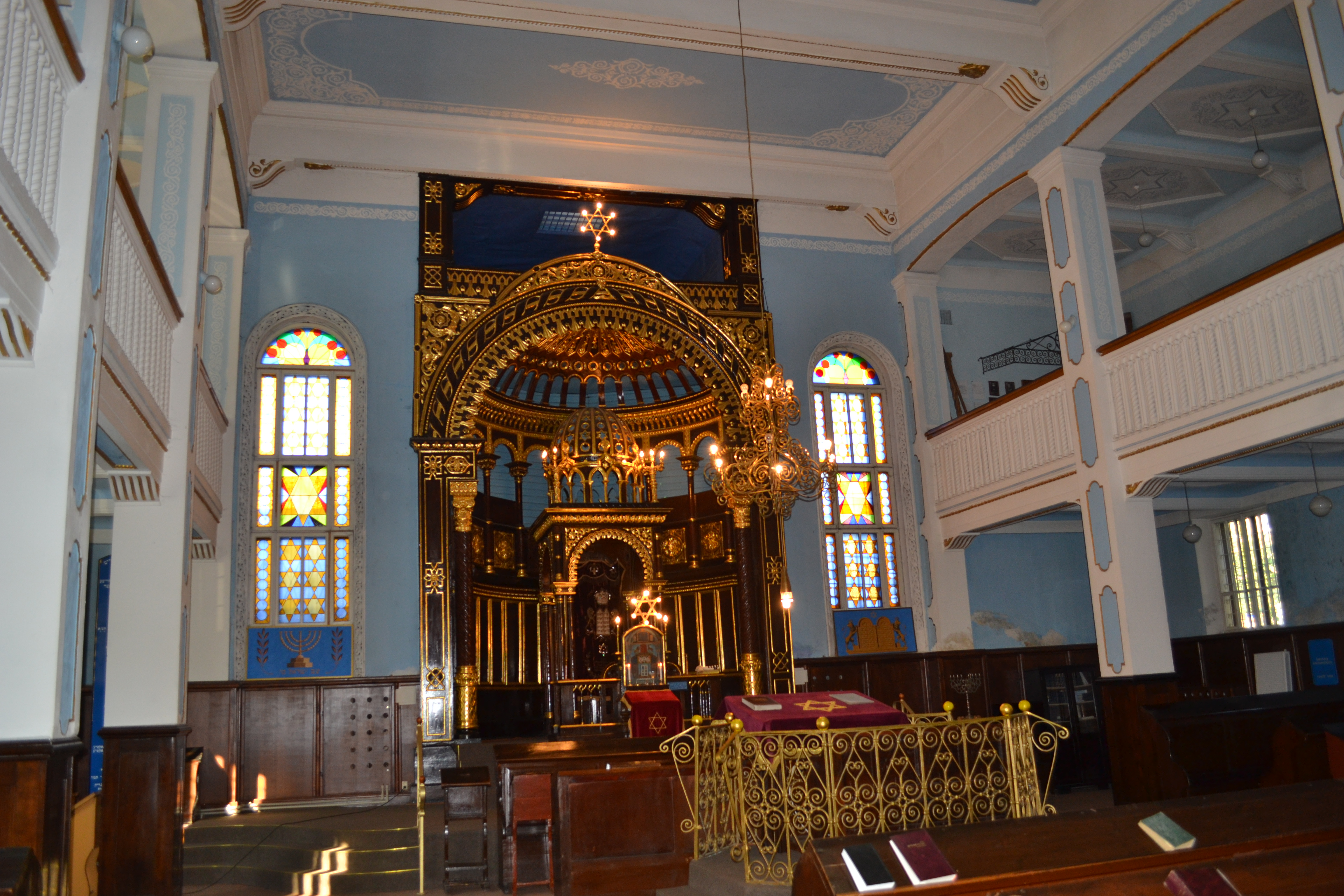
Interiör i Synagogan.
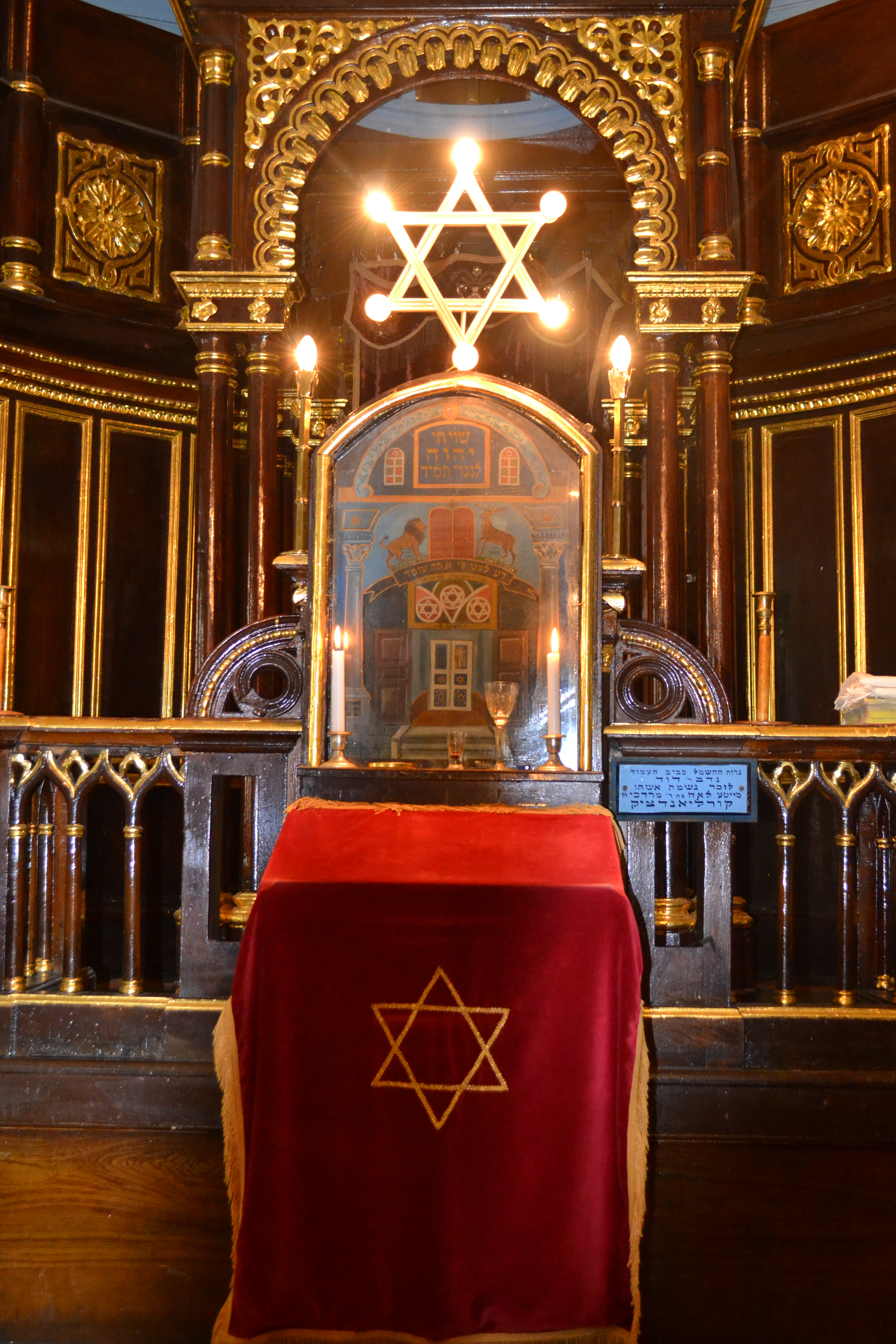
Interiör i Synagogan.
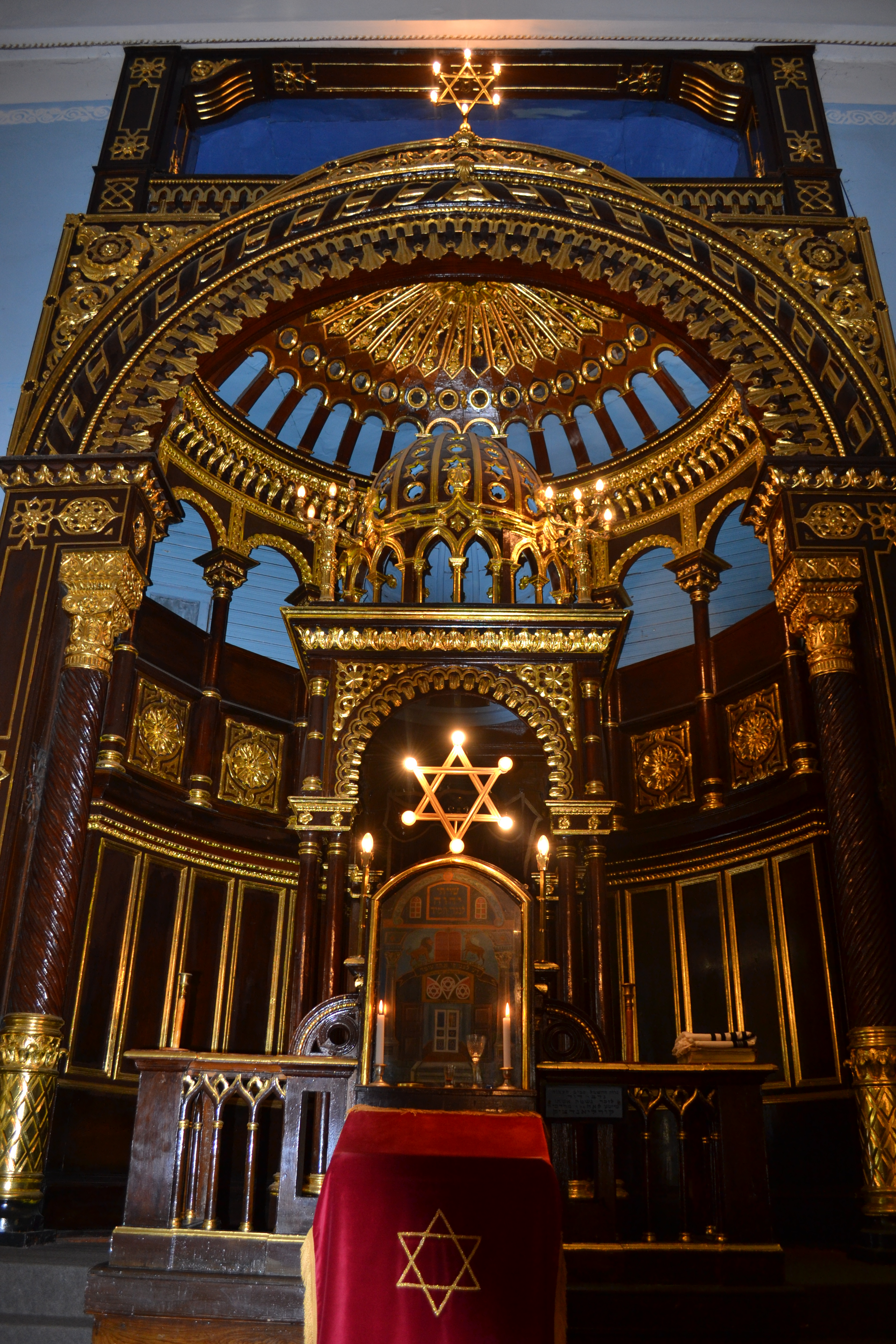
Interiör i Synagogan.
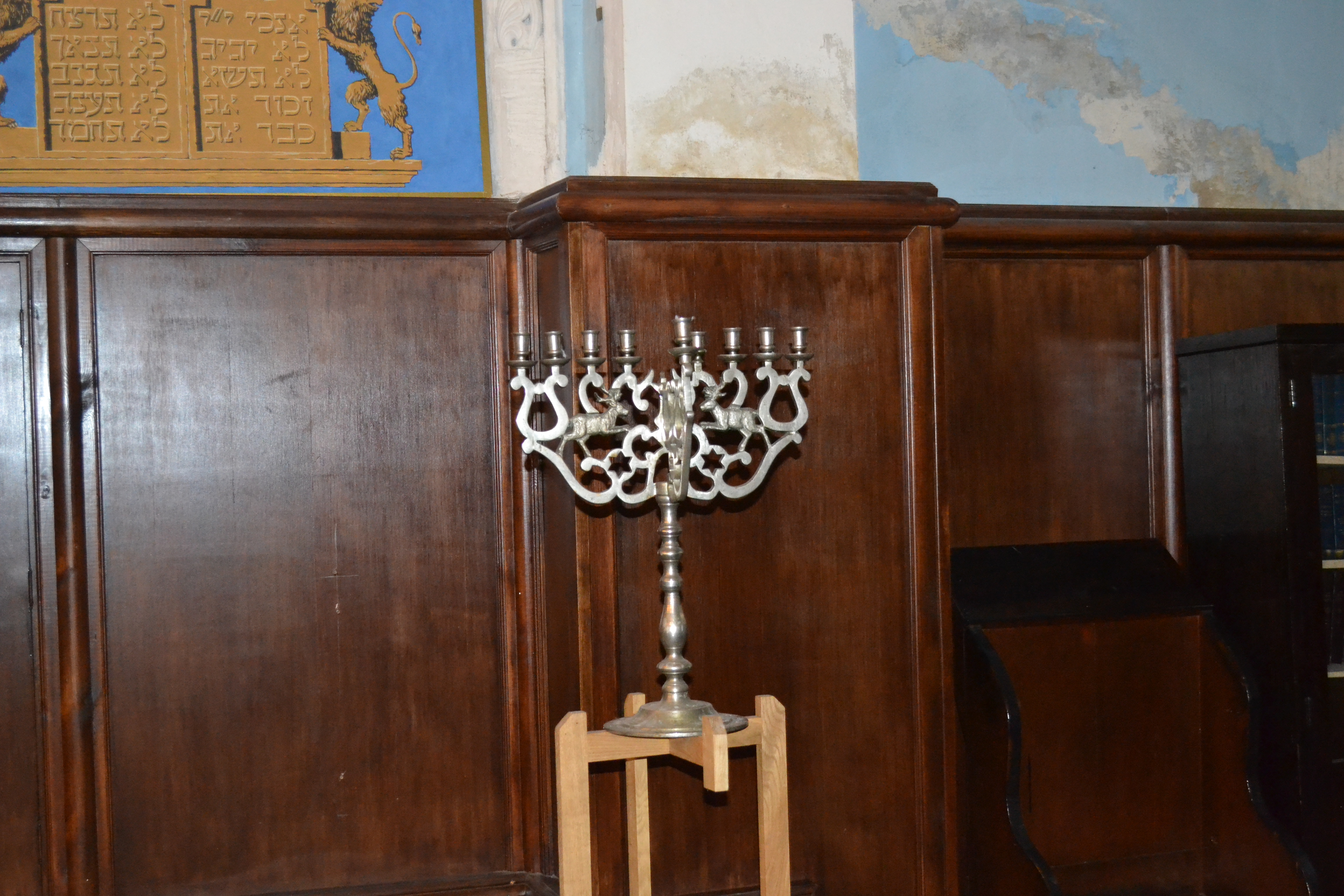
Interiör i Synagogan.
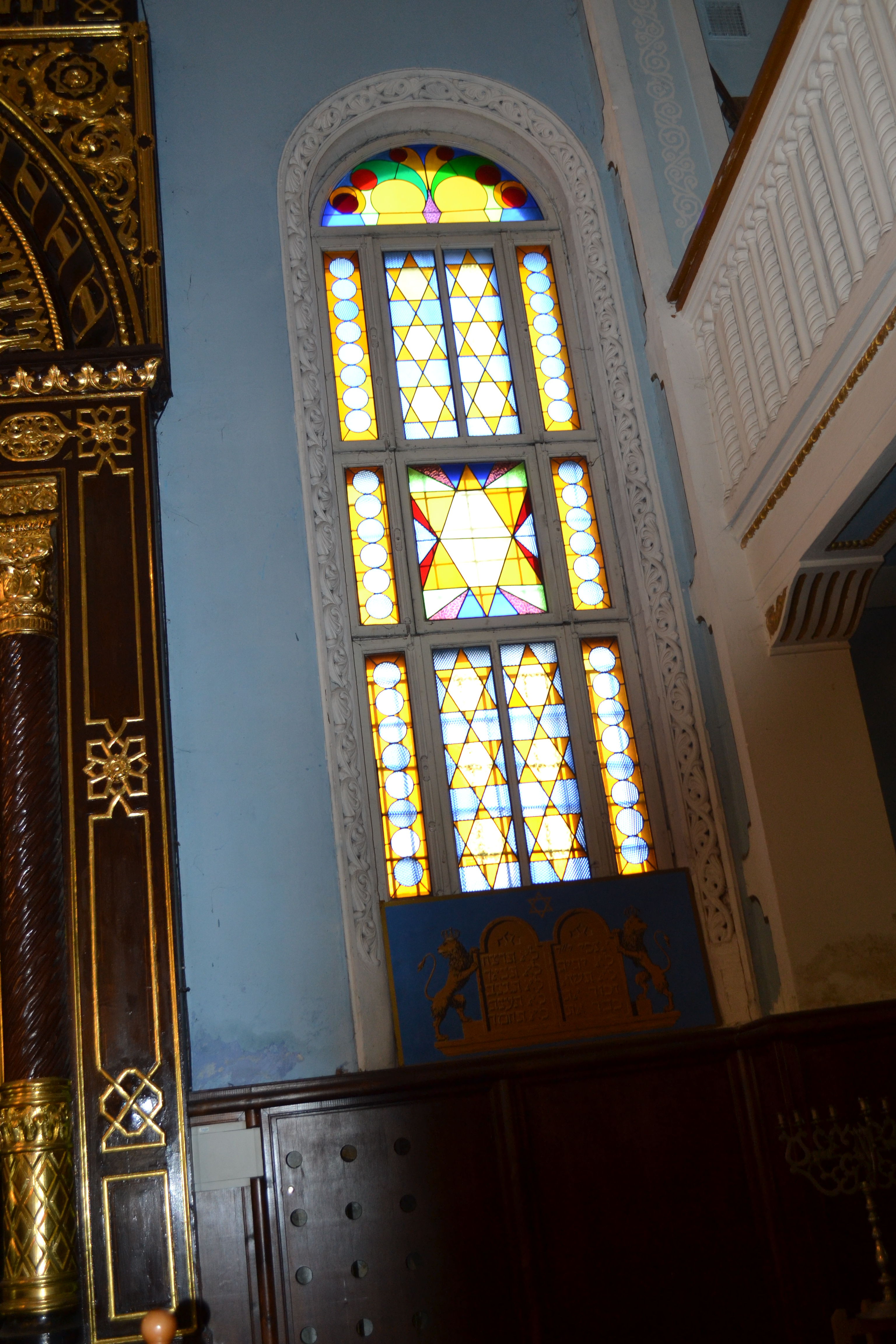
Interiör i Synagogan.
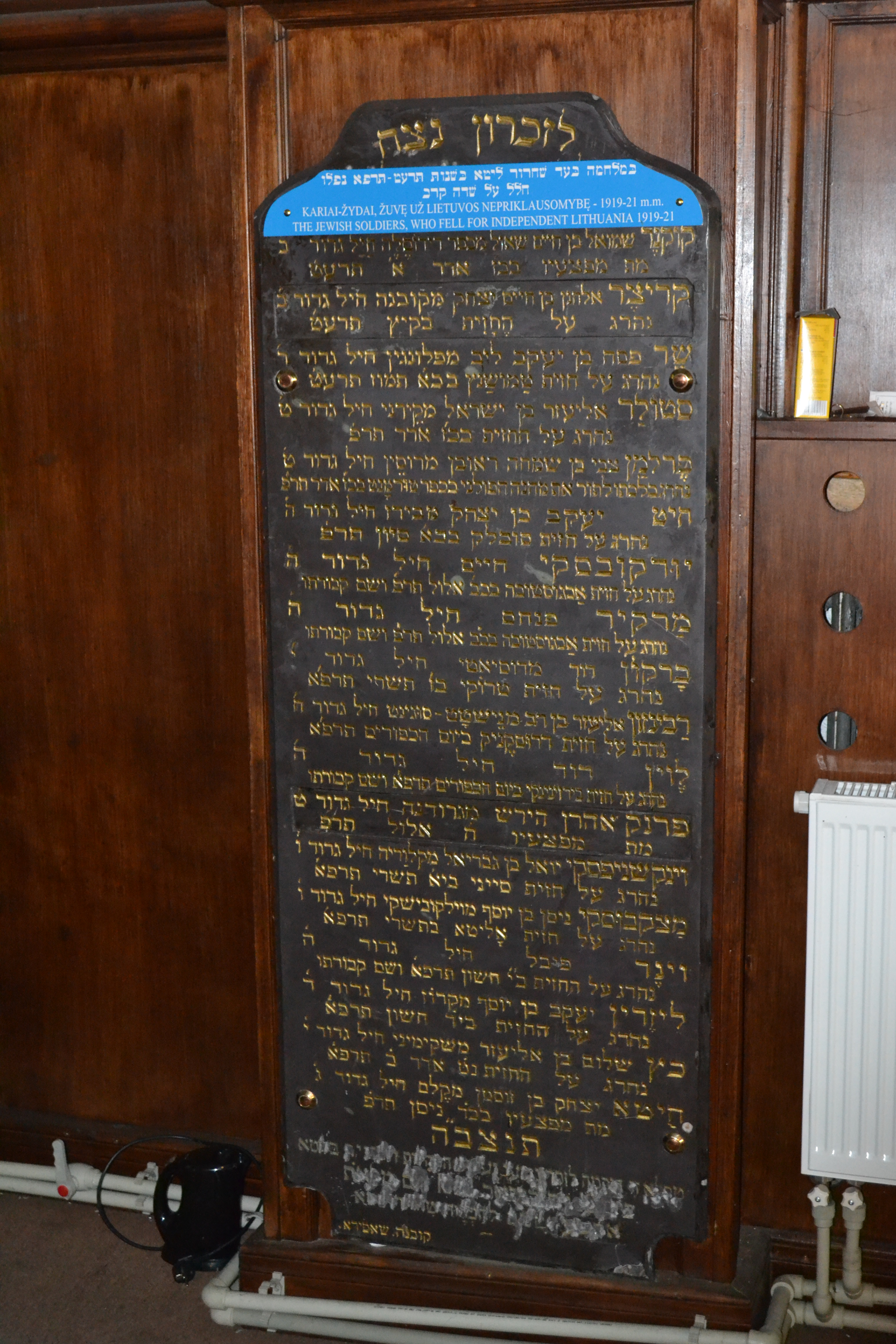
Interiör i Synagogan.
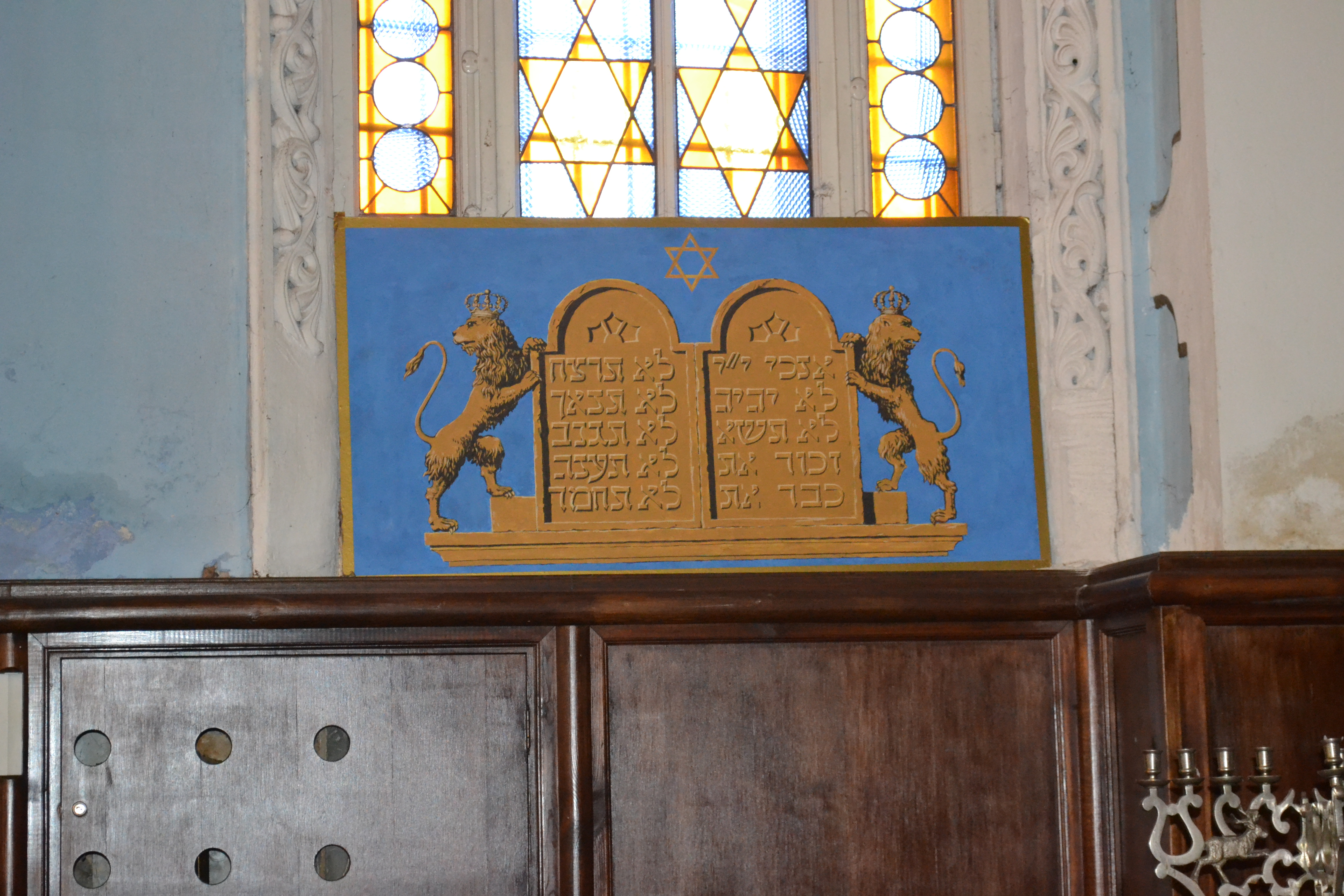
Interiör i Synagogan.
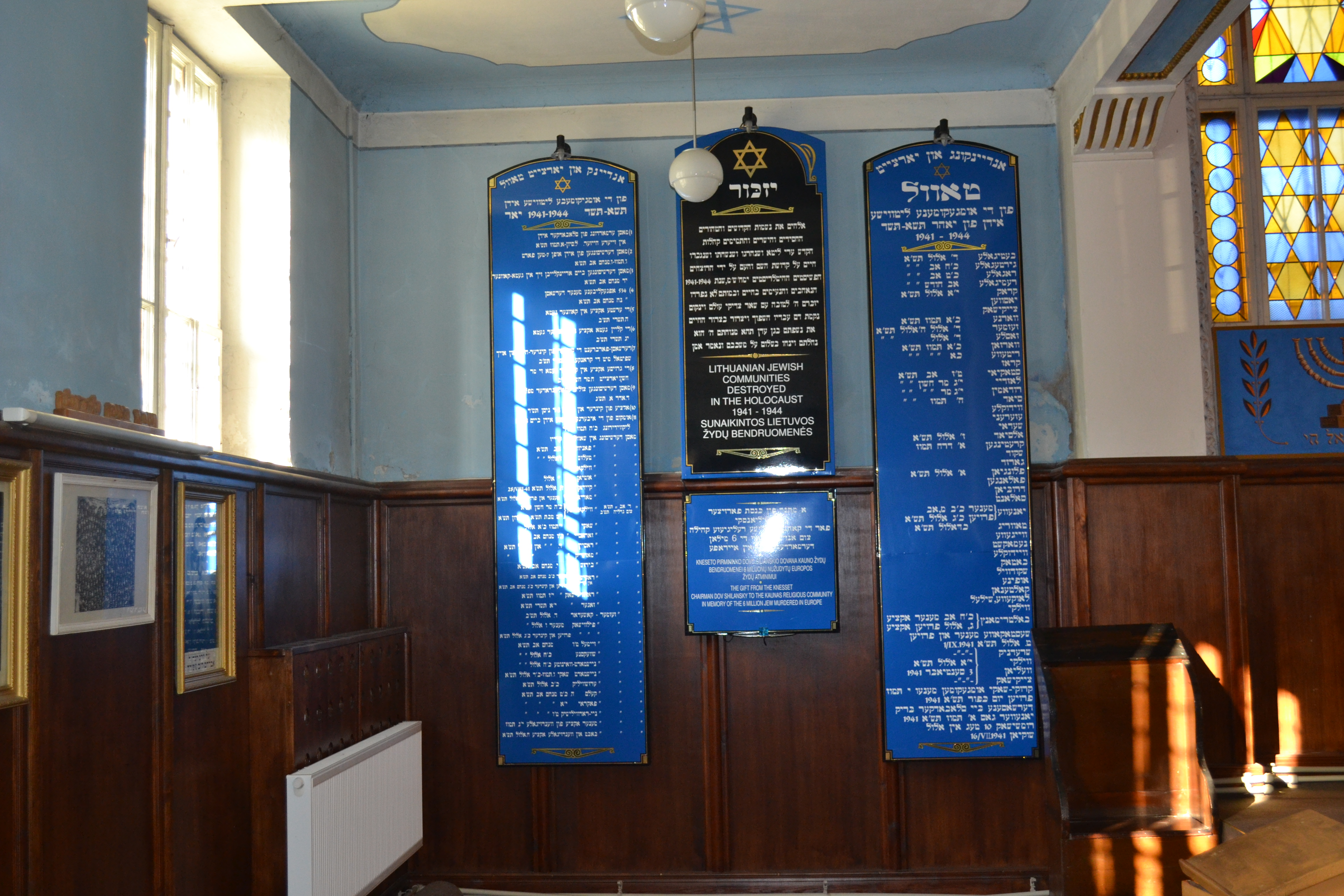
Minnestavla över döda judiska soldater från Kaunas i första världskriget i Synagogan.